# Watkins Glen (Nueva York)
Watkins Glen es una villa ubicada en el condado de Schuyler en el estado estadounidense de Nueva York. En el año 2000 tenía una población de 2,149 habitantes y una densidad poblacional de 446.9 personas por km².

## Geografía
Watkins Glen se encuentra ubicada en las coordenadas 42°22′52″N 76°52′16″O / 42.38111, -76.87111.
En las proximidades de la localidad se encuentra el Parque estatal Watkins Glen, que protege un desfiladero tallado por el arroyo Glen, 19 cascadas que pueden observarse siguiendo un sendero a través de puentes de piedra y más de 800 escalones de piedra.

## Demografía
Según la Oficina del Censo en 2000 los ingresos medios por hogar en la localidad eran de $30,094, y los ingresos medios por familia eran $41,172. Los hombres tenían unos ingresos medios de $31,993 frente a los $22,647 para las mujeres. La renta per cápita para la localidad era de $17,096. Alrededor del 9.5% de la población estaban por debajo del umbral de pobreza.